# Ogcodes fratellus
Ogcodes fratellus är en tvåvingeart som först beskrevs av Enrico Adelelmo Brunetti 1926.  Ogcodes fratellus ingår i släktet Ogcodes och familjen kulflugor. Inga underarter finns listade i Catalogue of Life.